# Липовецьке озеро

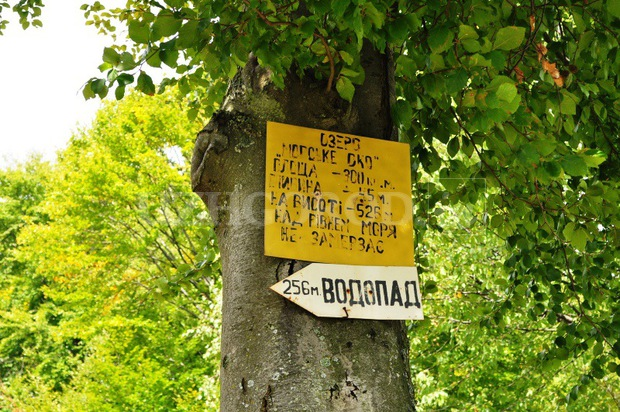
Покажчик: Озеро «Морське око»

Липове́цьке о́зеро — озеро в Українських Карпатах, гідрологічна пам'ятка природи місцевого значення. Розташоване в межах Хустського району Закарпатської області, біля села Липовець (звідси й назва), що на північний захід від міста Хуст. ￼￼Липовецьке озеро ще в народі називають «Морське око».
Озеро вулканічного походження лежить у північно-східній частині гірського масиву Тупий на висоті 526 м над рівнем моря. Площа 0,18 га (за іншими даними — 0,3 га), глибина 5—7 м.
Глибина озера, як написано в покажчику — 45 метрів. У 2016 році громадські активісти разом з рятувальниками намагалася виміряти глибину, але їм цього не вдалося, адже на глибині 12 метрів починається вулканічний розлам, з якого відбувається наповнення озера водою. А туди потрапити аквалангісти не змогли.
Площа — 300 м², глибина — 45 м, на висоті 526 м над р.м., не замерзає.
Холодна прозора вода озера заповнює лійкоподібну яму, яка виникла на місці бокового кратера згаслого вулкана. Озеро не має приток і значних витоків, живиться підземними водами, що надходять з великих глибин. Звідси й повір'я, ніби озеро не має дна. З озера сильним струменем тече гірський потік. Липовецьке озеро — цінна пам'ятка вулканізму в Карпатах.